# Groenblauw vliesje
Het groenblauw vliesje (Byssocorticium atrovirens) is een schimmel behorend tot de familie Atheliaceae. Het leeft saprotroof en vormt ectomycorrhiza. De vruchtlichamen verschijnen op houtige delen en strooisel van naald- en loofhout. Meestal is het te vinden aan de onderkant van stammen en takken die op de grond liggen.

## Kenmerken

### Uiterlijke kenmerken
Het staat verspreid, vliezig met een blauw, egaal, wollig oppervlak met gelige vlekken.

### Microscopische kenmerken
Het heeft een monomitisch hyfensysteem, hyfen blauwgroen, 2,5–3,5 µm breed met eenvoudige septa (n = 10), haaks vertakt, grove textuur onoplosbaar in KOH. De basidia zijn knotsvormig, lengte (17,2) 17,7–20,6 (21,3) µm en breedte (3,7) 4,0–5,2 (5,4) µm, met vier sterigmata, vaak met darmen. Gespen komen slechts sporadisch voor. Er zijn geen cystidia.
De basidiosporen zijn bolvormig tot breed ellipsvormig of peervormig met een conische top, glad, dikwandig, hyaliene, niet-amyloïde, met een cyanofiele wand. Ze zijn (3,5) 3,8–4,4 (5,1) µm lang, (3,2) 3,4–4,0 (4,4) µm breed, Q = 1,0, en gewoonlijk neemt één grote darm 60-80% van het cytoplasma van sporen in beslag.

## Verspreiding
Het groenblauw vliesje komt voor in Noord-Amerika (Verenigde Staten en Canada), Europa en Azië.
In Nederland komt het groenblauw vliesje zeer zeldzaam voor.

## Foto's

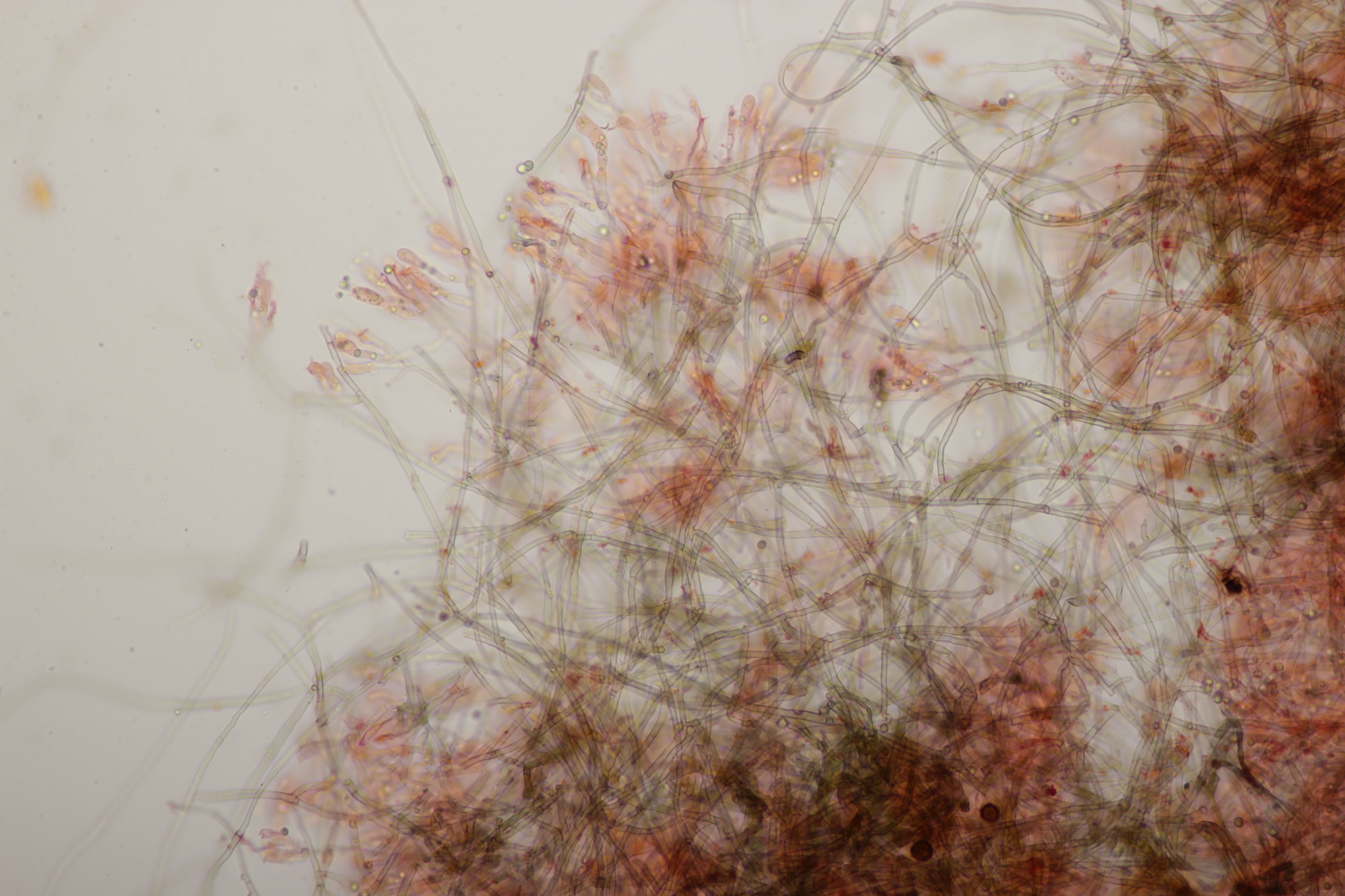
Hyfen en basidia
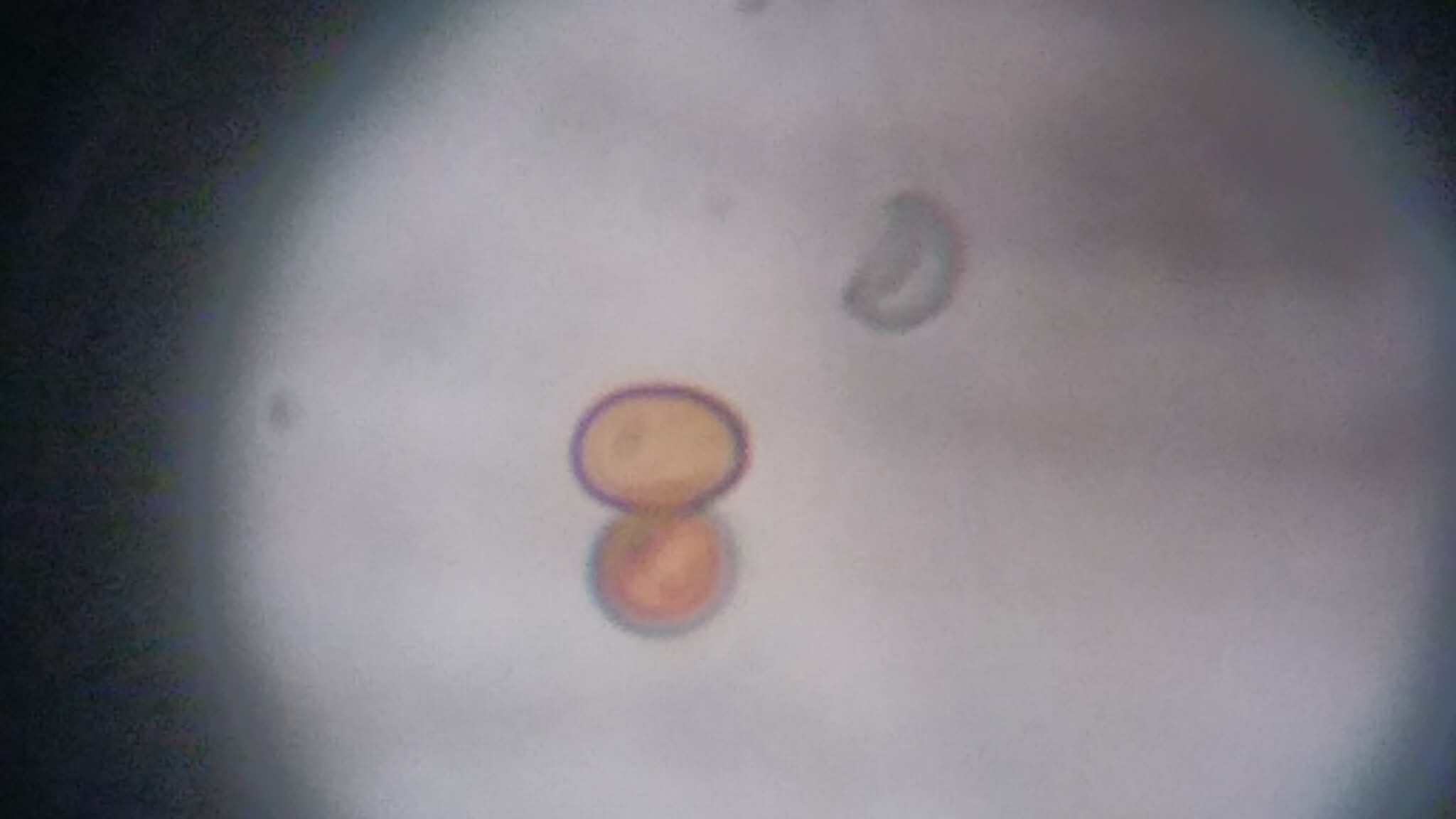
Spore